# Hugh Wiley Hitchcock
Hugh Wiley Hitchcock (* 28. September 1923 in Detroit; † 5. Dezember 2007 in New York) war ein US-amerikanischer Musikwissenschaftler. Er erstellte das Hitchcock-Verzeichnis der Werke von Marc-Antoine Charpentier.
Hitchcock erhielt den Bachelor am Dartmouth College in Hanover (New Hampshire) und seinen Ph.D. von der University of Michigan in Ann Arbor. Er studierte Musik bei Nadia Boulanger in Paris. 1961 zog er nach New York, um einen Posten am Hunter College anzunehmen. Ein Jahrzehnt später ging er ans Brooklyn College. Hitchcock war Gründungsdirektor des Institute for Studies in American Music am Brooklyn College und unter anderem ein Spezialist für Charles Ives. 1993 ging er in den Ruhestand, aber hielt weiter Vorträge in Yale, Columbia und an der New York University.
Neben seiner Lehrtätigkeit war er Herausgeber und Autor wichtiger Studien über Barockmusik. 
Hitchcock war zweimal verheiratet. Mit seiner ersten Frau Susan Tyler Hitchcock of Charlottesville, die auch als Janet Cox-Rearick bekannt ist, hatte er zwei Kinder. Seine zweite Frau war Hugh Jarvis Hitchcock of Miami. Er starb an Prostatakrebs im Alter von 84 Jahren.

## Bücher
- The Latin Oratorios of Marc-Antoine Charpentier. Dissertation, University of Michigan, 1954.
- Music in the United States: a Historical Introduction. 1969.
- (Hrsg., mit V. Perlis): An Charles Ives Celebration. Brooklyn, NY/New Haven, CT, 1974.
- After 100 [!] Years: the Editorial Side of Sonneck. Washington DC 1975.
- Charles Ives. London, 1977.
- mit L. Inserra: The Music of Henry Ainsworth’s Psalter. Brooklyn, NY. 1981
- Les oeuvres de Marc-Antoine Charpentier: catalogue raisonné. Picard, Paris 1982.
- Marc-Antoine Charpentier. Oxford 1990.
- Charles Ives: 129 Songs. New York City 2004.